# Graeme Wilber Clarke
Graeme Wilber Clarke (* 31. Oktober 1934 in Nelson, Neuseeland; † 16. Mai 2023) war ein neuseeländischer Klassischer Archäologe.
Er erhielt 1959 seinen Bachelor an der University in Oxford (England) und 1976 seinen Doctor of Letters an der Universität Melbourne in Australien. Von 1969 bis 1981 war er Professor am Department of Classical Studies der University of Melbourne. Von 1986 bis 2010 leitete er zusammen mit  Peter James Connor und dann mit Heather Jackson die Ausgrabungen von Jebel Khalid in Syrien.

## Veröffentlichungen (Auswahl)
- The Letters of St. Cyprian of Carthage (Ancient Christian Writers), New York 1984, ISBN 978-08091-0341-6
- Jebel Khalid on the Euphrates: Report on Excavations 1986–1996, Volume 1, Eisenbrauns 2002, ISBN 978-0958026505
- mit H. Jackson, C. E. V. Nixon, J. Tidmarsh, K. Wesselingh, L. Cougle-Jose: Jebel Khalid on the Euphrates, Volume 5: Report on Excavations 2000–2010(= Mediterranean Archaeology Supplement 10). Meditarch Publications; Sydney University Press, Sydney, 2016, ISBN 9780958026574